# Імангулово (Учалинський район)
Імангу́лово (рос. Имангулово, башк. Иманғол) — село у складі Учалинського району Башкортостану, Росія. Адміністративний центр Імангуловської сільської ради.
Населення — 861 особа (2010; 793 в 2002).
Національний склад:
- башкири — 95%